# Gorno Kosovrasti
Gorno Kosovrasti (en macédonien Горно Косоврасти) est un village de l'ouest de la Macédoine du Nord, situé dans la municipalité de Debar. Le village comptait 818 habitants en 2002.

## Démographie
Lors du recensement de 2002, le village comptait :
- Macédoniens : 578
- Turcs : 222
- Autres : 18